# Kollonay Zoltán
Kollonay Zoltán (Nyíregyháza, 1964. november 12.– ) magyar zongoraművész és zeneszerző.

## Élete
Kollonay Zoltán 1964-ben (Nyíregyháza) született, anyai ágon görög nemzetiségű. Első diplomáját 1988-ban szerezte a Zeneakadémia debreceni tagozata zongora tanszakán. Később 1994-ben Liszt Ferenc Zeneakadémia Korrepetitori szakán szerzett újabb diplomát. 1996-ban Konservatorium Der Stadt Wien, Bécsi Művészképző zongora szakán és ugyan eben az évben Hochschule Für Musik und darstellende Kunst Wien, Bécsi Zeneakadémia, zongora szakán  folytatott előadóművész mester tanulmányokat. A harmadik diplomát (1998) az Eötvös Loránd Tudományegyetem Bölcsészettudományi Karán szerzi meg. 1989-től  1993-ig a nyíregyházi Móricz Zsigmond Színház zenei vezetője és karmestere.
Számos zenés darabot, musicalt, valamint operettet hangszerelt és vezényelt; kísérőzenéket komponált. 1993-tól 1997-ig a Nyíregyházi Zeneművészeti (Művészeti) Szakközépiskola, Zongora-művésztanára és Szimfonikus Zenekarának karmestere. 1999-ben Nagykanizsára költözik és aktívan részt vesz a város zenei életében(Nagykanizsa Város Vegyes-kara Karnagya és különböző helyi fesztiválok, rendezvények zenei igazgatója). 2010-től a városi Farkas Ferenc Zene és Aranymetszés(AMI) művészeti iskola zongoratanára, korrepetitora. Sokoldalú művész és színes egyéniség aki a múlt és jelen horizontját összekötő új zenei hangot keresi.
Az elmúlt évtizedben zongorán, szintetizátoron és orgonán adja elő saját darabjait szólóban vagy zenekara kíséretében. Zeneszerzői stílusa híd a klasszikus, görög és a könnyűzene között.

## Koncertjei

### Zongorakoncertjei
- 1993-tól minden évben, Bécsben élő magyar művészek gálaestje, Wertheimstein Villa
- 1996 Zongoraest, Pfarrzentrum Glanzing, Bécs - Béres György professzor meghívása
- 1998 Zongora szólóest, Budapest Vigadó
- 1999 Görög Zongoraverseny zongorára és szimfonikus zenekarra, ősbemutató, Kollonay Zoltán, Magyar Állami Operaház Failoni Szimfonikus Zenekara, Budapest, B.M. Duda Palota

### Orgonakoncertjei
- 1996 Orgonavarázs, improvizációs orgonahangverseny. Evangélikus templom, Nyíregyháza
- 2000 Nagykanizsa a Szent József templomban, orgonahangverseny
- 2001 Tavaszi Művészeti Fesztivál Nagykanizsa a Felsővárosi Templom : Teremtés
- 2003 Nagykanizsa szabadtéri orgonakoncert
- 2003 Nagykanizsa Zsinagóga : Planéták Koncert
- 2004 Nagykanizsa Vizek Zenéje Koncert

### Karmesteri koncertjei
- 1999 Haydn: Nelson Mise - Nagykanizsa
- 1998 Schubert: G-dúr Mise - Felsővárosi templom, Nagykanizsa
- 2000 Mozart: Koronázási Mise - Felsővárosi templom, Nagykanizsa
- 2000 Újévi Koncert a Bécsi hangverseny mintájára - Nagykanizsa
- Ezen koncerteken vezényelte a Nagykanizsai, Pécsi, Szombathelyi, Szolnoki szimfonikusokat, a Magyar Állami Operaház Szimfonikus Zenekarának Failoni Zenekarát és a Dél-Dunántúli Fesztiválzenekart.

## Díjai, kitüntetései
- Zalai Prima Díj jelöltje (2006)
- Győr megyei Emlékérem (2006)

## Versenyek
- 1983 Országos Zeneiskolai Zongoraverseny, Nyíregyháza, első díj
- 1986 Főiskolai zongoraverseny, Zeneművészeti Főiskola Debrecen, első díj
- 1995 Zenetanárok Országos Zongoraversenye, Szekszárd, első díj
- 1996 Zsűritag: Béres György professzor Musicolympiade zenei versenyén, Wien

## Lemezek
- Via Crucis – A Jótétemény (1998)
- Karácsonyi orgona improvizációk (1999)
- Nelson Mise (1999)
- Boldog Karácsony (2000)
- Kollonay Zoltán művei élő koncertfelvételen (2000)
- Vizek Zenéje (2004)